# Võõpsu (Setomaa)
Võõpsu (Duits: Wöbs) is een plaats in de Estlandse gemeente Setomaa, provincie Võrumaa. De plaats heeft de status van dorp (Estisch: küla).
Tot in oktober 2017 hoorde Võõpsu bij de gemeente Mikitamäe. In die maand werd Mikitamäe bij de gemeente Setomaa gevoegd. Daarmee verhuisde Mikitamäe tegelijk van de provincie Põlvamaa naar de provincie Võrumaa.

## Bevolking
De ontwikkeling van het aantal inwoners blijkt uit het volgende staatje:
| Jaar            | 2000 | 2011 | 2017 | 2019 | 2020 | 2021 |
| --------------- | ---- | ---- | ---- | ---- | ---- | ---- |
| Aantal inwoners | 115  | 85   | 87   | 78   | 79   | 74   |

## Ligging
Võõpsu ligt aan de rivier Võhandu, nabij de monding in het Lämmimeer, de schakel tussen het Peipusmeer en het Meer van Pskov. De rivier is vanaf hier bevaarbaar. Võõpsu bestaat uit twee gedeelten. Het dorp ligt op de rechteroever van de rivier; op de linkeroever ligt een plaats die ook Võõpsu heet, maar deze heeft de status van vlek en ligt in de gemeente Räpina, provincie Põlvamaa. Sinds 1946 verbindt een brug de beide Võõpsu's.
De Tugimaantee 45, de secundaire weg van Tartu via Räpina naar Värska, komt door beide Võõpsu's.

## Geschiedenis
Võõpsu werd voor het eerst genoemd in 1428 onder de Russische naam Выбовске (‘Vybovske’). De scheiding tussen de plaats op de linker- en de plaats op de rechteroever moet hebben plaatsgevonden rond 1580. Võõpsu op de linkeroever kwam onder het landgoed van Räpina, Võõpsu op de rechteroever was gedeeld eigendom van een aantal landeigenaren en het klooster van Petsjory en viel dus onder Rusland. Tussen 1796 en 1886 heette het dorp Libowka. In de 19e eeuw lag het dorp in een nulk, een regio waar de taal Seto werd gesproken, de nulk Poloda. Poloda lag in de gemeente Lobotka met Lobotka als hoofdplaats. Het gebied kwam pas in 1919, tijdens de Estische Onafhankelijkheidsoorlog, onder Estland. In 1922 werd van de gemeente Lobotka een aparte gemeente Mikitamäe afgesplitst met Mikitamäe als hoofdplaats. Võõpsu was een van de dorpen van deze gemeente.
In 1895 werd het grootste deel van het dorp door een hevige brand vernield. Bij de herbouw zorgde het bestuur van het gouvernement Pskov ervoor dat de huizen verder uit elkaar kwamen te staan. De volgende brand, van 1915, richtte dan ook veel minder schade aan.
De eerste, houten brug tussen de beide Võõpsu's werd pas in 1946 gebouwd door Duitse krijgsgevangenen. In 1968 werd ze vervangen door een betonnen brug.
Waar de vlek Võõpsu een oosters-orthodoxe kerk heeft, heeft het dorp Võõpsu een oosters-orthodoxe kapel, die net als de kerk gewijd is aan Nicolaas van Myra. De parochie behoort tot de Estische Apostolisch-Orthodoxe Kerk. De Estische naam van het gebouw is Võõpsu Migula tsässon. Het bouwwerk dateert vermoedelijk uit 1710 en is in 2010 gerestaureerd.

## Foto's

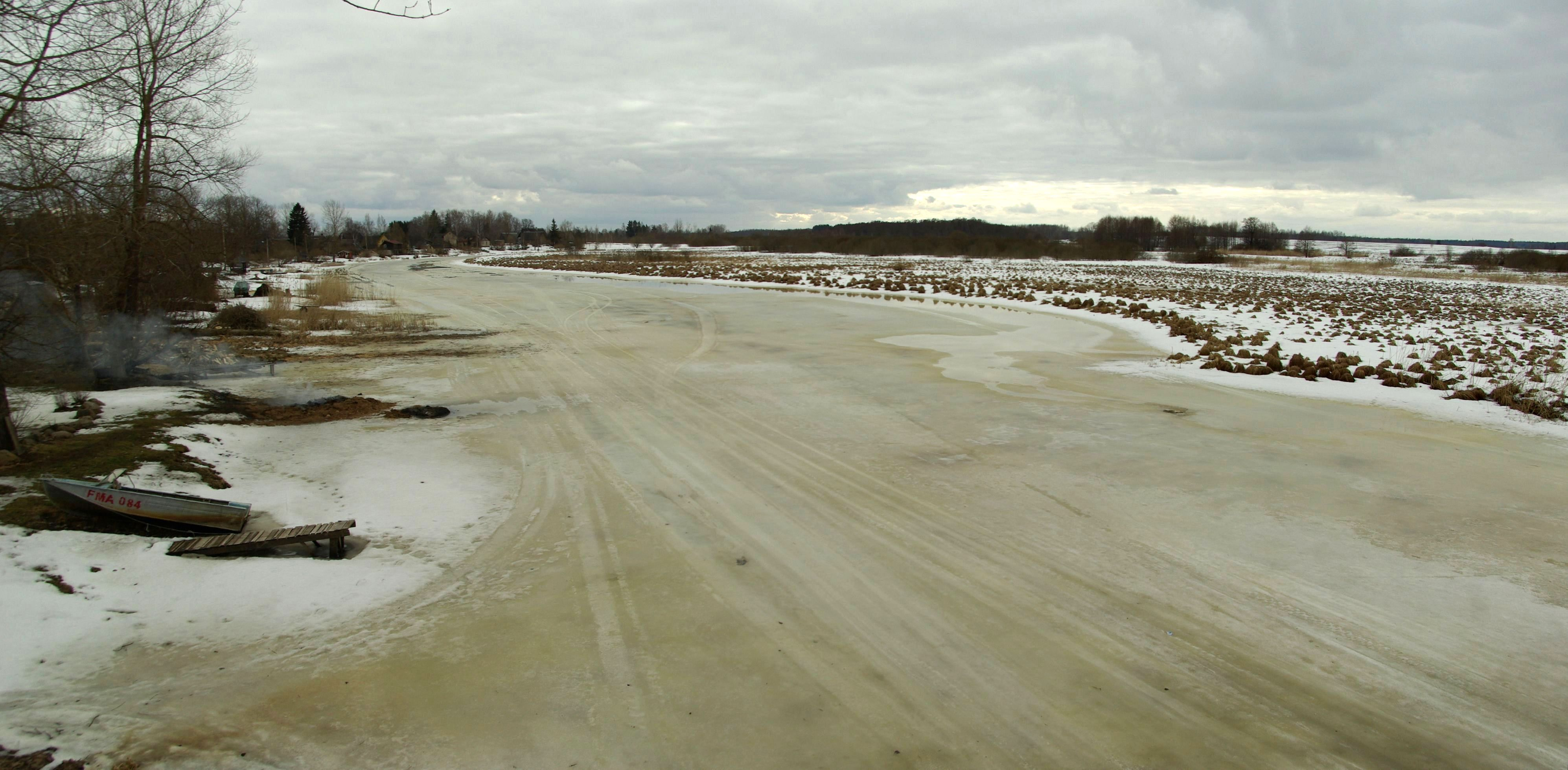
De rivier Võhandu bij Võõpsu
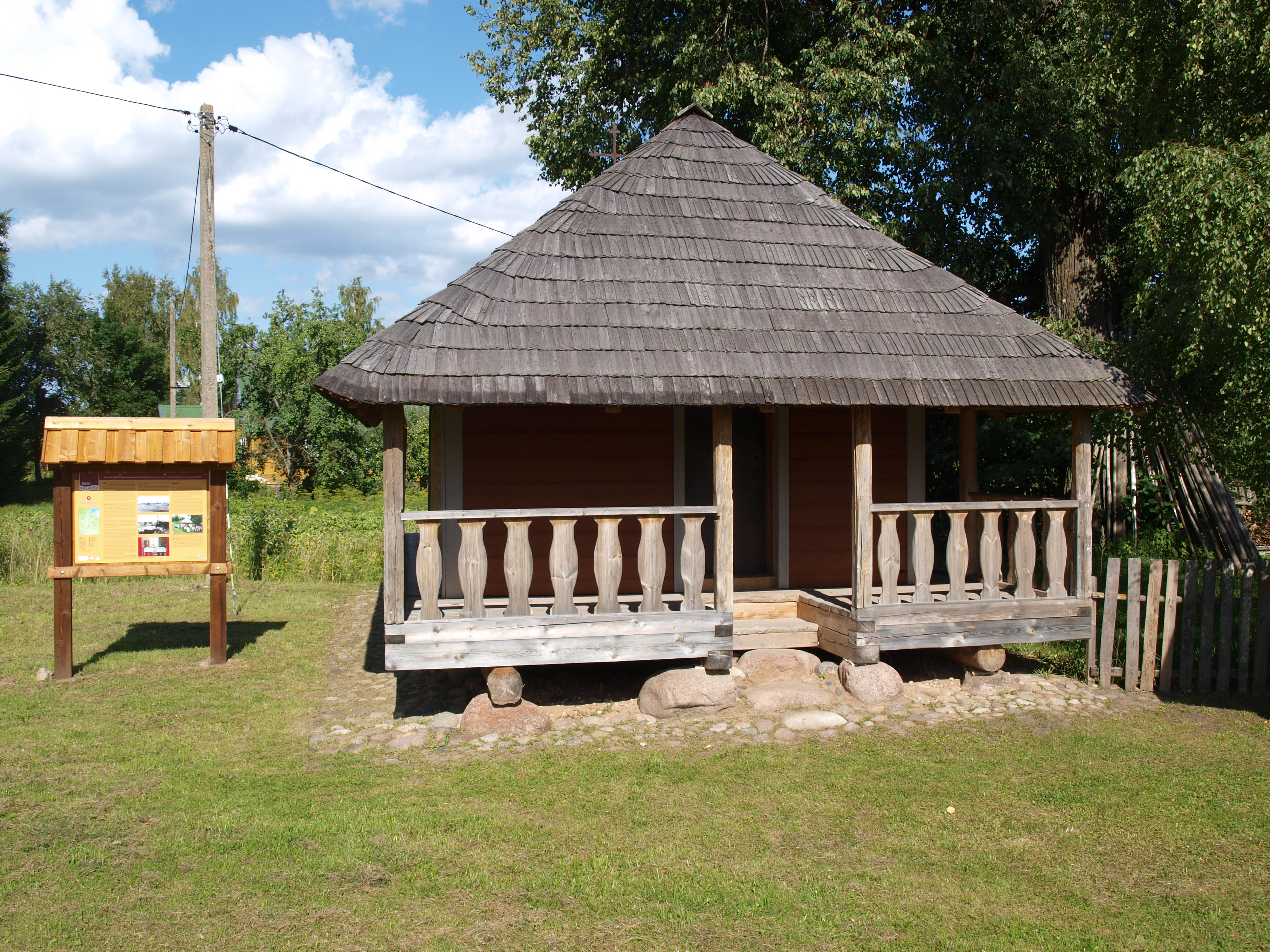
De kapel
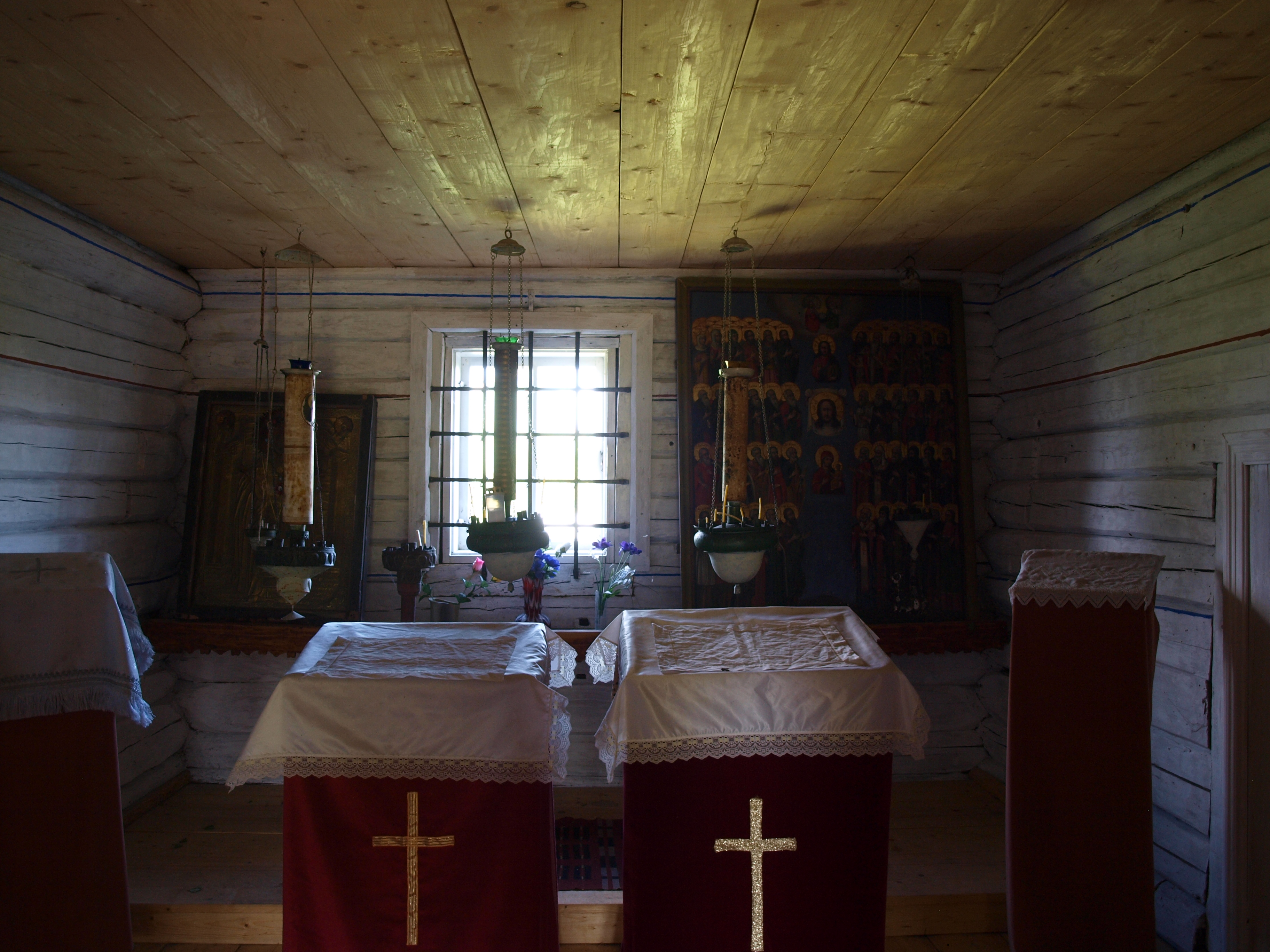
Altaar